# لي دافنبورت
لي دافنبورت (بالإنجليزية: Lee Davenport)‏ (و. 1915 – 2011 م) هو فيزيائي من الولايات المتحدة الأمريكية . ولد في سكنيكتادي (نيويورك) .وكان عضواً في الأكاديمية الوطنية للهندسة .
توفي في غرينويتش (كونيتيكت) ، عن عمر يناهز 96 عاماً.

## التعليم
تعلم في جامعة بيتسبرغ